# マーティン・ファイドー
マーティン・オースティン・ファイドー（英語: Martin Austin Fido、1939年10月18日 - 2019年4月2日）は、イギリス出身の教育者、著述家、放送作家。主に犯罪を主題としたノンフィクション、特にロンドンの連続殺人犯である切り裂きジャックの研究で知られている。代表作に『The Crimes, Detection and Death of Jack the Ripper』『The Official Encyclopaedia of Scotland Yard』『Serial Killers』『The Murder Guide to London』などがある。

## 経歴
イギリスのコーンウォール州ペンザンスで誕生した。オックスフォード大学ベリオール・カレッジで英文学の第一級学位を取得した後、リーズ大学、ミシガン州立大学、西インド諸島大学で教員として勤務した。1980年代にイギリスに戻り、主に実録犯罪を主題とした著述家、放送作家としての活動を開始した。
1987年に、切り裂きジャックについての著書『The Crimes, Detection and Death of Jack the Ripper』を刊行し、悪名高い連続殺人犯の専門家として、高い評価を得た。ファイドーの切り裂きジャックに関する研究は、この分野の学者や愛好家たちとの人脈を築くことや、スコットランドヤードの立場を変化させることにも繋がった。
犯罪に関するツアーガイドもつとめ、切り裂きジャックの犯罪現場を巡るツアーは、世界中のテレビで放映された。1989年に開催した「マーダー・コーチ・ツアー」は、アメリカの作家であるシャーリン・マクラムのミステリー小説『Missing Susan』でも取り上げられた。
イギリスのLBCラジオでの出演番組「Murders After Midnight」は、14年にわたって毎週放送された。深夜の午前2時半の放送にもかかわらず、目覚まし時計を深夜に合わせて聞く熱心なファンがいた。
後年はボストン大学での教職に就き、自然と野生動物の保護、貧困の緩和などの慈善活動の支援も行った。2019年4月2日、アメリカのマサチューセッツ州ノース・ファルマスの自宅で、転倒により死去した。